# منجيلا
منجيلا قرية في ناحية قرى مركز الحفة التابعة لمنطقة الحفّة في محافظة اللاذقية. بلغ عدد سكانها 1363 نسمة عام 2004.